# Реформа Конституции Японии
Реформа японской конституции является предметом горячей полемики в японском обществе.
Современная конституция Японии — самая старая конституция в мире, действующая без поправок. Она была написана после поражения Японии во Второй мировой войне и принята в 1947 году. Её текст писали в основном чиновники американской оккупационной администрации в сотрудничестве с местными интеллектуалами в обстановке большой секретности.
Консерваторы озвучивали своё недовольство конституцией 1947 года, особенно запретом иметь армию и исключением императора с поста главы государства, с момента принятия нового основного закона; критиковала конституцию и Дальневосточная комиссия, но по противоположной причине: она требовала казнить Хирохито. У Либерально-демократической партии вопрос изменения конституции стоял на повестке с самого основания партии в 1955 году, и за своё почти беспрерывное правление с момента основания она не раз пыталась внести в неё поправки, однако 96-я статья требует одобрения 2/3 членов каждой из палат японского парламента (а затем простого большинства на референдуме), а такого количества сторонников реформы в парламенте ЛДП найти не удаётся.
Военная администрация США настояла на том, чтобы новая конституция содержала упоминание о церемониальной роли императора; альтернативой был бы вердикт Дальневосточной комиссии, которая жёстко требовала казнить императора как военного преступника.
Японское общество не имеет единого мнения по поводу конституции: левые поддерживают Девятую статью, запрещающую Японии иметь армию, как гарантию против милитаризации, однако вопрос статуса императора и его возможного уголовного преследования; правые возмущаются как запрету иметь армию, так и смещению императора с поста главы государства.
Внутри ЛДП вопрос внесения поправок в конституцию также имеет разный приоритет: фракция «ревизионистов», которую изначально возглавляли Итиро Хатояма и Нобусукэ Киси, считала это делом высокой важности, а «прагматичные консерваторы» (Сигэру Ёсида, Хаято Икэда и Киити Миядзава) практически им не занимались. Когда премьер-ревизионист Киси устроил тайную сессию парламента, принявшую Договор о военном сотрудничестве с США в отсутствие оппозиции, это было воспринято как попытка отменить Девятую статью и вызвало огромное возмущение в обществе, вылившееся в крупнейшие протесты в истории Японии, в результате которых Киси ушёл в отставку. С середины 1990-х ревизионисты сплотились вокруг Дзюнъитиро Коидзуми и снова взяли верх в партийных рядах, а оппозиция распалась, что активизировало дискуссию вокруг реформы конституции страны.

## История
После войны предшественницы ЛДП, Дзиюто и Симпото, рассматривали возврат к системе Кокутай как возможное или желательное развитие событий; Дзёдзи Мацумото создал черновик новой конституции, который представлял собой Конституцию Мэйдзи с косметическими правками, что было неприемлемо для оккупационной администрации. Видя неспособность местных элит предложить радикально новый документ, в феврале 1947 года генерал Макартур приказал штаб-квартире оккупационных войск начать работу над проектом новой конституции. Черновик, произведённый оккупационной администрацией, действительно лёг в основу современной конституции Японии, однако его содержание является результатом компромиссов, достигнутых на переговорах между местными чиновниками и штаб-квартирой.
После принятия современной конституции многие консерваторы, включая Итиро Хатояму и Нобусукэ Киси, сочли, что реформы зашли слишком далеко, и стали проводить реакционную антидемократическую политику, усиливая полицию, ограничивая силу профсоюзов и право на забастовку, но получение прогрессивными партиями 1/3 мест в парламенте на выборах 1955 года означало, что планы по отмене конституции следует отложить.
В 1960-х начался новый период японского консерватизма, условно называемый «консервативным мэйнстримом»: консерваторы решили работать с тем, что имеют, и прекратили попытки вернуться к имперской конституции; главным идейным вдохновителем этого этапа был Сигэру Ёсида.